# Stará Pohůrka
Stará Pohůrka (dříve Pucherka, německy Pucharten) je část obce Srubec v okrese České Budějovice v Jihočeském kraji. Leží pod Srubcem směrem na České Budějovice, urbanisticky je propojena se sousední obcí Dobrá Voda u Českých Budějovic. V roce 2011 zde trvale žilo 319 obyvatel.

## Historie
První písemná zmínka o vesnici pochází z roku 1387.

## Obyvatelstvo
| Rok            | 1869 | 1880 | 1890 | 1900 | 1910 | 1921 | 1930 | 1950 | 1961 | 1970 | 1980 | 1991 | 2001 | 2011 | 2021 |
| -------------- | ---- | ---- | ---- | ---- | ---- | ---- | ---- | ---- | ---- | ---- | ---- | ---- | ---- | ---- | ---- |
| Počet obyvatel | 192  | 208  | 232  | 254  | 313  | 312  | 398  | 423  | 138  | 135  | 197  | 197  | 249  | 319  | 326  |
| Počet domů     | 28   | 34   | 34   | 38   | 46   | 48   | 64   | 94   | 94   | 36   | 64   | 72   | 92   | 106  | 110  |